# Jazovik
Jazovik (Servisch cyrillisch Јазовик) is een plaats in de Servische gemeente Valjevo. De plaats telt 144 inwoners (2002).

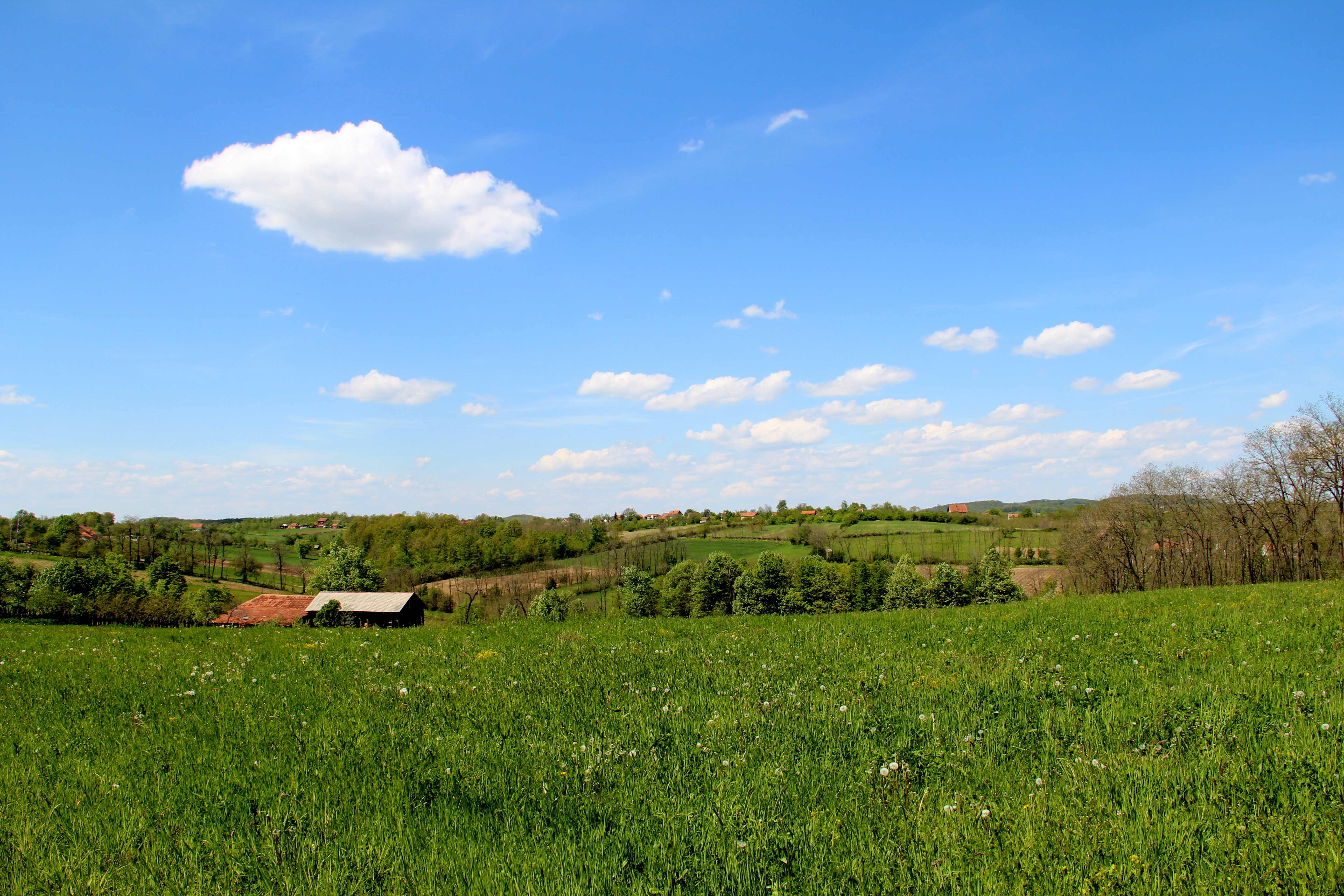
village Jazovik - panorama
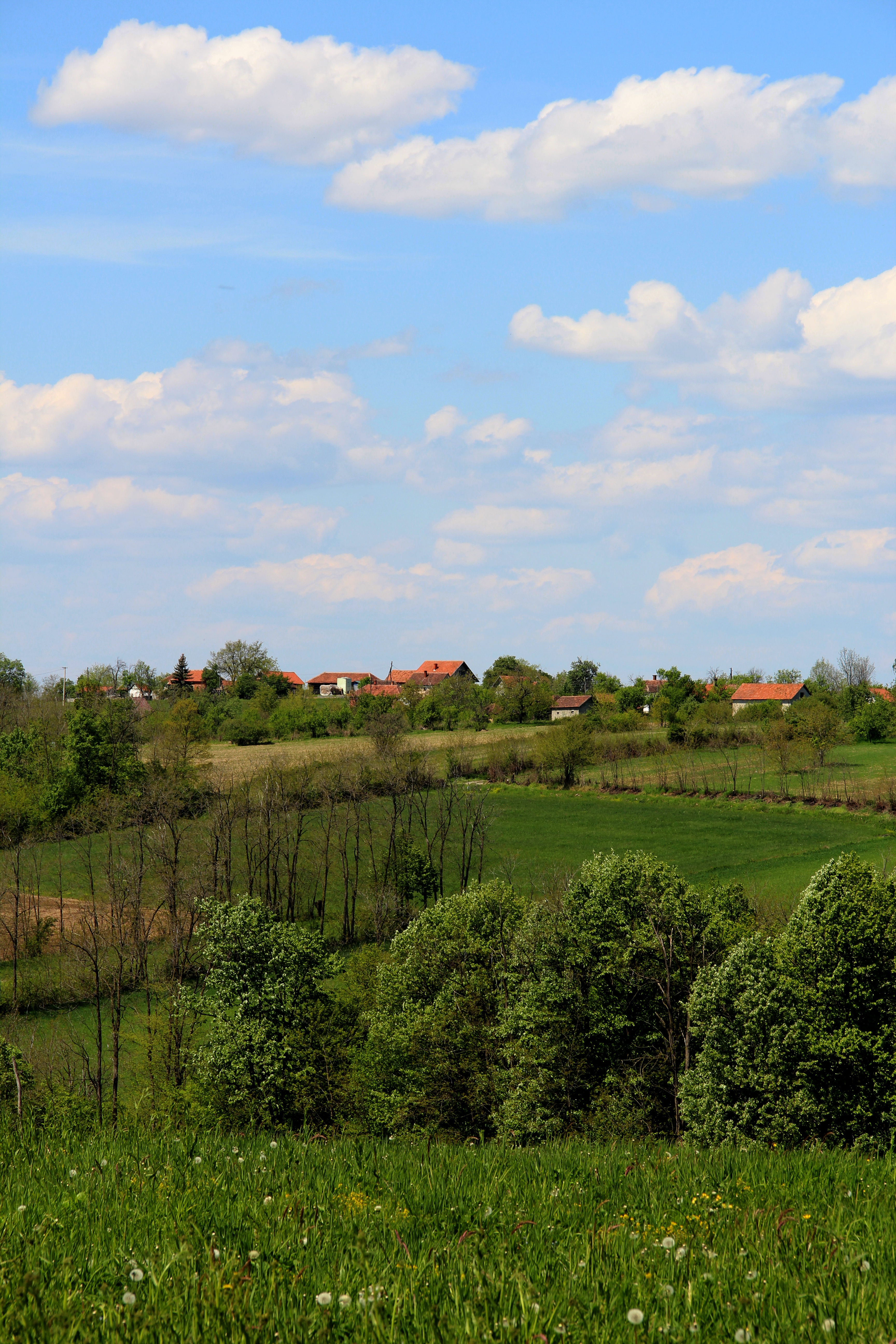
village Jazovik - panorama
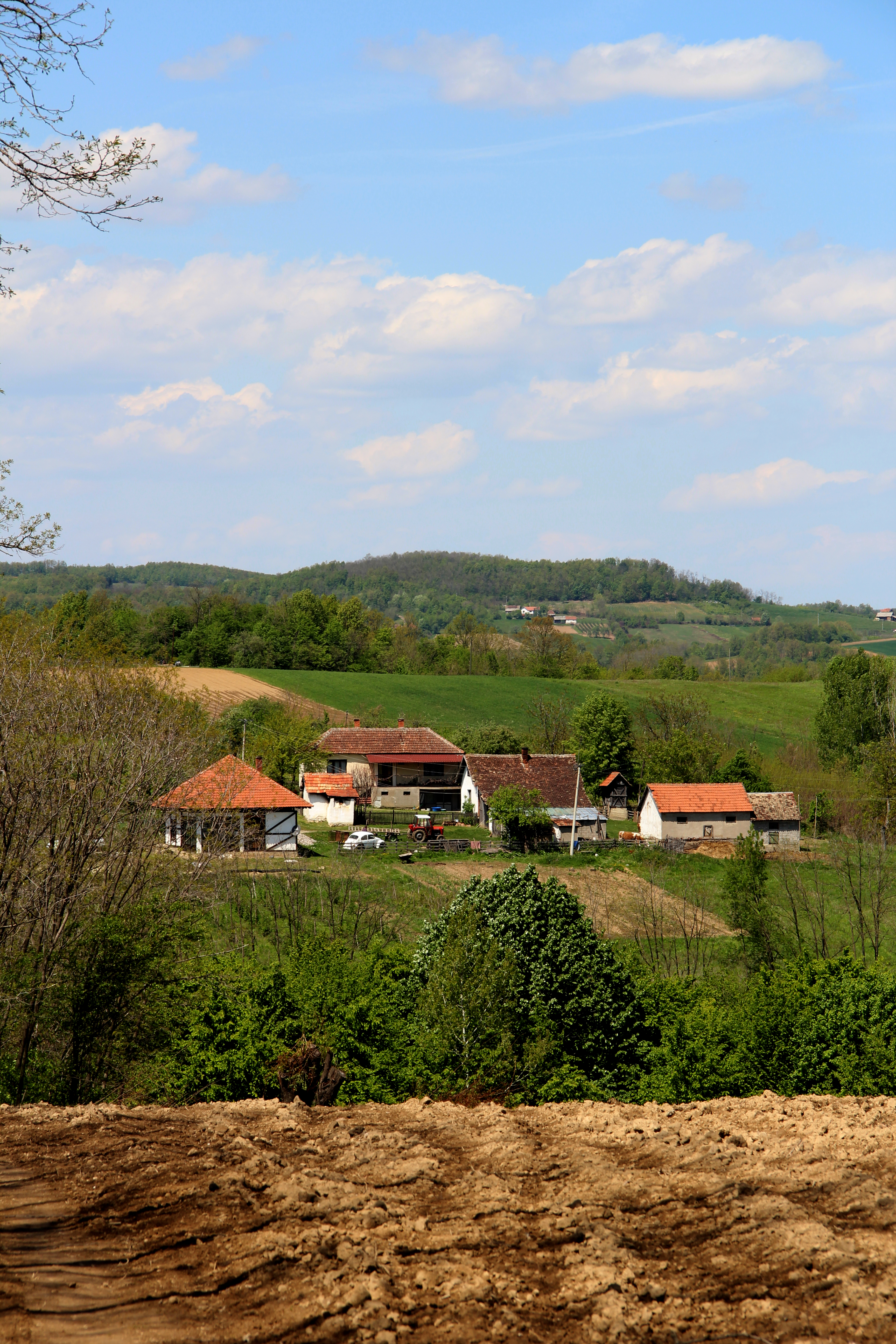
village Jazovik - panorama
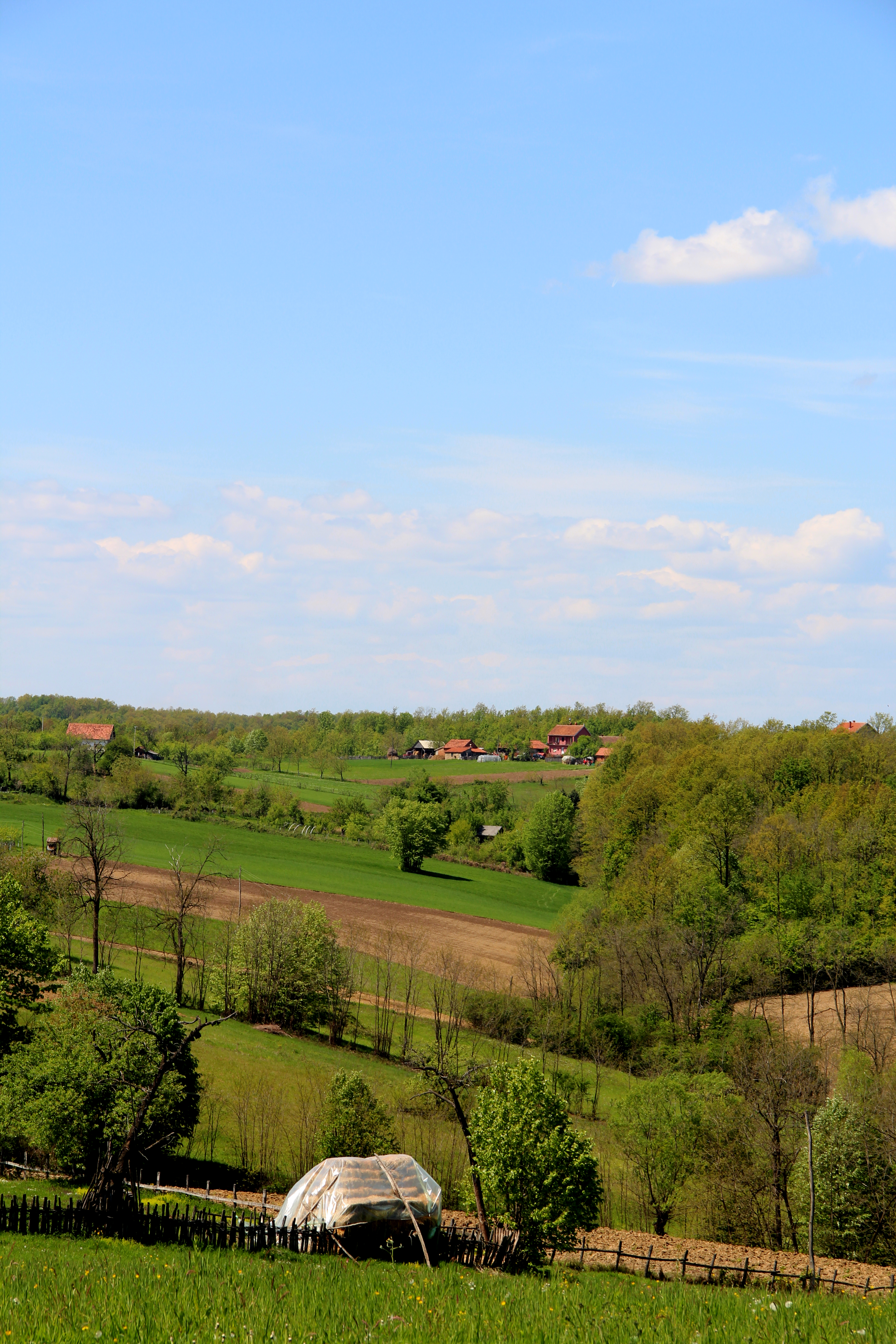
village Jazovik - panorama
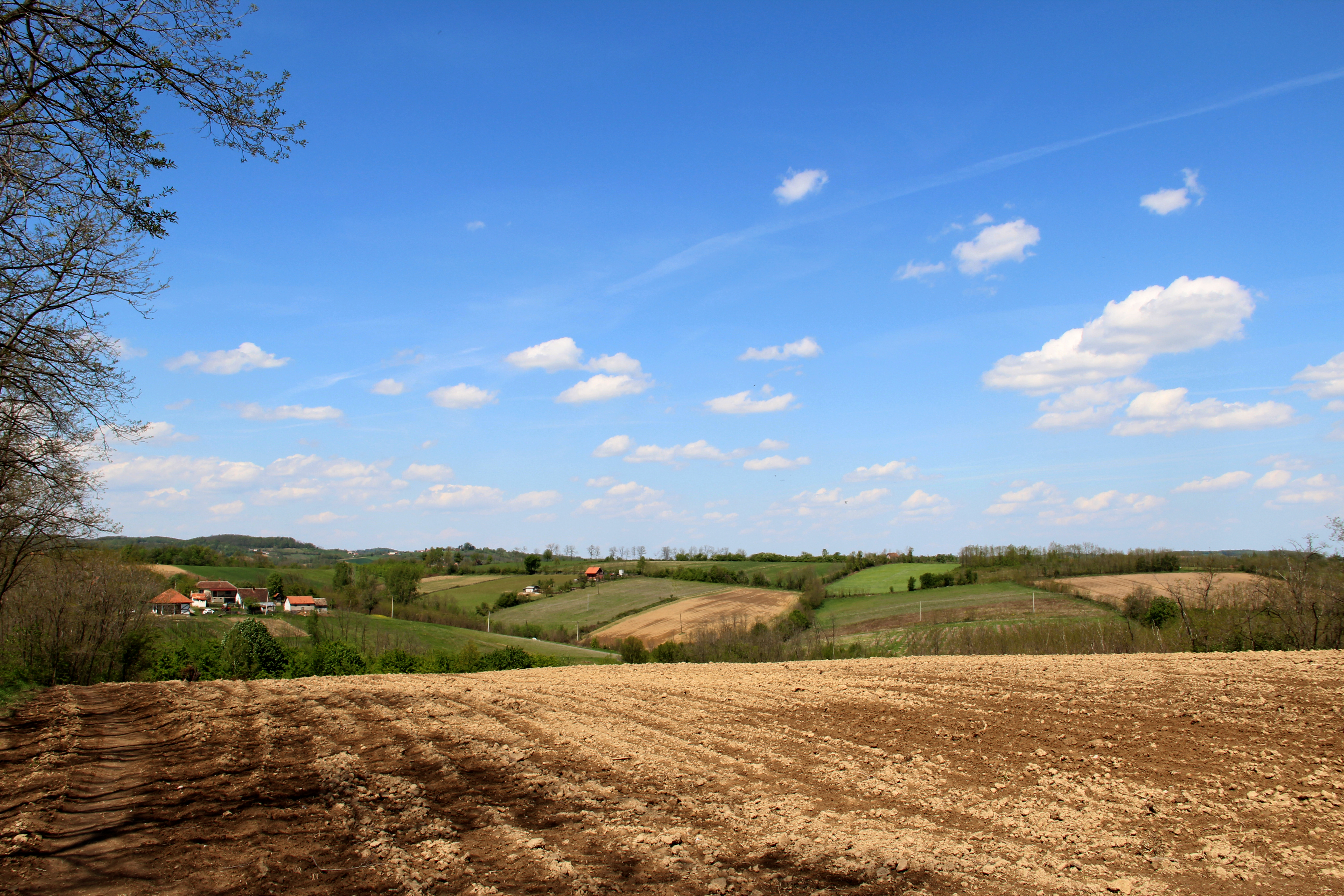
village Jazovik - panorama